# Adelheid van Brabant
Adelheid van Brabant (1190-1261 of 1267), ook wel Aleidis van Brabant, was een dochter van hertog Hendrik I van Brabant en Mathilde van Boulogne, een zuster van gravin Ida van Boulogne. Zij erfde in 1262 de titel gravin van Boulogne.

## Biografie
Adelheid trouwde rond 1206 met Arnold III van Loon. Na diens overlijden trouwde ze voor 3 februari 1225 met graaf Willem X van Auvergne. Uit dit huwelijk werden zeven kinderen geboren:
- Maria van Auvergne, trouwde met Wouter VI Berthout.
- Robert V van Auvergne (-1277)
- Guy van Auvergne (-1279)
- Willem van Auvergne (- voor 1286)
- Geoffroy van Auvergne (- na 1245)
- Henri (-1256 of 1258)
- Mathilde van Auvergne, (-1280) trouwde met graaf Robert II van Clermont

Nadat ze voor de tweede keer weduwe was geworden, trouwde ze na juli 1253 met Arnold II van Wezemaal.
In 1259 overleed haar nicht gravin Mathilde II van Boulogne. Adelheid werd een van de pretendenten voor de erfopvolging in het rijke graafschap Boulogne. Andere kandidaten waren haar neef Hendrik II van Brabant, Johanna van Dammartin, een nicht van de overleden gravin, en koning Lodewijk IX van Frankrijk, een neef van de eerste echtgenoot van gravin Mathilde. Uiteindelijk besliste in 1262 het parlement van Parijs in het voordeel van Adelheid. Zij stierf enkele jaren later.

## Voorouders
| Voorouders van Adelheid van Brabant | Voorouders van Adelheid van Brabant                                           | Voorouders van Adelheid van Brabant                                           | Voorouders van Adelheid van Brabant                                              | Voorouders van Adelheid van Brabant                                              | Voorouders van Adelheid van Brabant                                       | Voorouders van Adelheid van Brabant                                       | Voorouders van Adelheid van Brabant                                        | Voorouders van Adelheid van Brabant                                        |
| ----------------------------------- | ----------------------------------------------------------------------------- | ----------------------------------------------------------------------------- | -------------------------------------------------------------------------------- | -------------------------------------------------------------------------------- | ------------------------------------------------------------------------- | ------------------------------------------------------------------------- | -------------------------------------------------------------------------- | -------------------------------------------------------------------------- |
| Overgrootouders                     | Godfried II van Leuven (1105-1142) ∞ 1139 Lutgardis van Sulzbach (1115-1163)  | Godfried II van Leuven (1105-1142) ∞ 1139 Lutgardis van Sulzbach (1115-1163)  | Hendrik II van Limburg (1110-1167) ∞ 1136 Mathilde van Saffenburg (+/-1113-1145) | Hendrik II van Limburg (1110-1167) ∞ 1136 Mathilde van Saffenburg (+/-1113-1145) | Diederik van de Elzas (1100-1168) ∞ 1139 Sybille van Anjou (1116–1165)    | Diederik van de Elzas (1100-1168) ∞ 1139 Sybille van Anjou (1116–1165)    | Stefanus van Engeland (1096-1154) ∞ 1125 Mathilde van Boulogne (1105-1151) | Stefanus van Engeland (1096-1154) ∞ 1125 Mathilde van Boulogne (1105-1151) |
| Grootouders                         | Godfried III van Leuven (1140-1190) ∞ 1155 Margaretha van Limburg (1135-1172) | Godfried III van Leuven (1140-1190) ∞ 1155 Margaretha van Limburg (1135-1172) | Godfried III van Leuven (1140-1190) ∞ 1155 Margaretha van Limburg (1135-1172)    | Godfried III van Leuven (1140-1190) ∞ 1155 Margaretha van Limburg (1135-1172)    | Mattheüs I van de Elzas (1138-1173) ∞ 1150 Maria van Boulogne (1136-1182) | Mattheüs I van de Elzas (1138-1173) ∞ 1150 Maria van Boulogne (1136-1182) | Mattheüs I van de Elzas (1138-1173) ∞ 1150 Maria van Boulogne (1136-1182)  | Mattheüs I van de Elzas (1138-1173) ∞ 1150 Maria van Boulogne (1136-1182)  |
| Ouders                              | Hendrik I van Brabant (1160-1235) ∞ Mathilde van Boulogne (+/-1161-1210)      | Hendrik I van Brabant (1160-1235) ∞ Mathilde van Boulogne (+/-1161-1210)      | Hendrik I van Brabant (1160-1235) ∞ Mathilde van Boulogne (+/-1161-1210)         | Hendrik I van Brabant (1160-1235) ∞ Mathilde van Boulogne (+/-1161-1210)         | Hendrik I van Brabant (1160-1235) ∞ Mathilde van Boulogne (+/-1161-1210)  | Hendrik I van Brabant (1160-1235) ∞ Mathilde van Boulogne (+/-1161-1210)  | Hendrik I van Brabant (1160-1235) ∞ Mathilde van Boulogne (+/-1161-1210)   | Hendrik I van Brabant (1160-1235) ∞ Mathilde van Boulogne (+/-1161-1210)   |
| Adelheid van Brabant (1190-1265)    |                                                                               |                                                                               |                                                                                  |                                                                                  |                                                                           |                                                                           |                                                                            |                                                                            |